# HONcode
Il nome HONcode (Health On the Net code) si riferisce a una serie di linee guida proposte dalla Health On the Net Foundation  ai siti web che trattano materie inerenti alla salute e alla medicina. Queste linee guida hanno lo scopo di garantire all'utente di tali siti un certo livello di affidabilità e di imparzialità delle informazioni pubblicate; inoltre, hanno lo scopo di garantire che la disponibilità online di tali informazioni non vada a ledere il normale funzionamento della salute pubblica (per esempio che tali informazioni non siano utilizzate da utenti non medici a scopo di autodiagnosi o auto-cura). Rispetto a queste linee guida, l'organizzazione Health On the Net si propone come certificatore dei siti che decidono di aderirvi.
In Italia sono stati certificati HONcode diversi siti, dalle aziende ospedaliere come il Niguarda Ca' Granda, diversi portali medici ed infermieristici come Medici Italia e The Daily Nurse e diverse associazioni come ad esempio il portale Sclerosimultipla-e .

## I Principi HonCode
1. Ogni informazione medica fornita ed ospitata dal sito sarà scritta unicamente da esperti dell'area medica e da professionisti qualificati, a meno che un'esplicita dichiarazione non precisi che qualche informazione provenga da persone o organizzazioni non mediche.
2. Le informazioni diffuse dal sito sono destinate ad incoraggiare, e non a sostituire, le relazioni esistenti tra paziente e medico.
3. Le informazioni personali riguardanti i pazienti ed i visitatori di un sito medico, compresa l'identità, sono confidenziali. Il responsabile del sito s'impegna sull'onore a rispettare le condizioni legali di confidenzialità delle informazioni mediche in rispetto delle leggi del paese dove il server ed i mirror-sites sono situati.
4. La provenienza delle informazioni diffuse devono essere accompagnate da referenze esplicite e, se possibile, da links verso questi dati. La data dell'ultimo aggiornamento deve apparire chiaramente sulla pagina (ad esempio in basso ad ogni pagina).
5. Ogni affermazione relativa al beneficio o ai miglioramenti indotti da un trattamento, da un prodotto o da un servizio commerciale, sarà supportata da prove adeguate e ponderate secondo il precedente Principio 4.
6. Gli ideatori del sito si sforzeranno di fornire informazioni nella maniera più chiara possibile e forniranno un indirizzo al quale gli utilizzatori possono chiedere ulteriori dettagli o supporto. Questo indirizzo e-mail deve essere chiaramente visibile sulle pagine del sito.
7. Il patrocinio del sito deve essere chiaramente identificato compresa le identità delle organizzazioni commerciali e non-commerciali che contribuiscono al finanziamento, ai servizi o al materiale del sito.
8. Se la pubblicità è una fonte di sovvenzione del sito deve essere chiaramente indicato. I responsabili del sito forniranno una breve descrizione dell'accordo pubblicitario adottato. Ogni apporto promozionale ed eventuale materiale pubblicitario sarà presentato all'utente in modo chiaro da differenziarlo dal materiale originale prodotto dall'istituzione che gestisce il sito.

La certificazione ha la durata di due anni, e viene spesso controllata dalla Honcode Foundation.